# Полихистор
Полихистор или полимат или полиматичар (грч. πολυμαθής, polymathēs — онај који много зна, учењак) је универзална личност која поседује стручно знање и вештине у многим подручјима људског деловања, особа која је себе усавршила до експертског нивоа, односно се сматра стручњаком у неколико сасвим различитих области. То је стваралац или научник чије искуство обухвата већи број научних дисциплина, енциклопедист, Универзални човек (лат. Homo universalis).
У мање формалном смислу израз се користи за ерудита, свестраног, веома образованог човека. Током историје није постојало чврсто разграничење између разних области науке и културе, велики број древних учењака и мислилаца класичног периода и по данашњим стандардима би се сматрало полиматима односно универзалним научницима.

## Настанак појма
Концепт је настао у XIV–XVI веку, током рада великих мислилаца који су се истицали не у само једној, већ узастопно и у више области уметности и науке. Због тога је један од синонима за универзалног човека ренесансни човек, с обзиром да су се најпознатије личности Ренесансе трудиле развијати што је могуће више области, при чему се посебно истичу Леонардо да Винчи, Микеланђело, Галилео Галилеј, Коперник и Френсис Бекон. Појава мислилаца у полиматском смилу везана је пре свега за ренесансну Италију и једног од најистакнутијих представника покрета Леон Батиста Алберти (1404-1472) који је рекао: "Човек може све, ако је у стању да тако мисли". Овим ставом да људи само треба да покрену свој постојећи унутрашњи потенцијал за развој Алберти је изнео једну од основних хуманистичких принципа ренесансе. Талентовани људи ренесансе покушавали су да развију вештине у свим областима науке и уметности, да унапреде достигнућа физичког и друштвеног развоја. Термин је касније из те оригиналне концепције проширен и примењиван на све друге велике мислиоце који су живели пре тог периода, као што су Аристотел и Теодор Метохит, и касније, као што су Јохан Гете и Исак Њутн.

## Развој
Иако и данас имамо свестране људе од науке, полихистори у смислу традиционалног научног истраживања рачунају се само до почетка XX. века, јер је даљи све разноликији развој науке – често управо захваљујући раду класичних полихистора – изискивао проширивање научних области, те су стечена комплексна знања поверена специјализованим стручним областима. Стога научнике данашњице више није регуларно звати полихисторима или полиматима.

## Погрдна употреба
Треба нагласити и да термин полимат нема егзактну дефиницију, због чега се данас често користи у пејоративном значењу, те се полихистором на подругљив начин обележавају људи који су само другачији, не нужно по научном знању или вештини, него по ироничној интерпретацији различитости (на пример проналазач, самоук у некој области, рецимо електронике или књижевности, аматерски припадник неке стручне НВО итд.).

## Најистакнутији полихистори
- Аристотел
- Посејдоније
- Готфрид Вилхелм Лајбниц
- Херман Конринг
- Леонардо да Винчи
- Роберт Хук
- Руђер Бошковић
- Ото Херман
- Август Лудвиг Шлезер
- Вилхелм Ернст Тензел
- Папа Пије II
- Микеланђело Буонароти
- Бенџамин Френклин
- Мотори Норинага
- Плиније Старији
- Алберт Велики
- Френсис Галтон
- Артур Кестлер
- Албрехт фон Халер
- Георги Асаки
- Анџело Полицијано
- Јохан Хајнрих Алстед
- Алберт Швајцер
- Леон Батиста Алберти
- Иштван Сечењи
- Миковини Самуило
- Ернест Лорси
- Едвард Махлер
- Луиђи Фердинандо Марсиљи